# إيفا مارتينكوفا
إيفا مارتينكوفا (بالتشيكية: Eva Martincová)‏ مواليد 4 مارس 1975 في برنو، تشيكوسلوفاكيا، هي لاعبة كرة مضرب تشيكية سابقة بدأت مسيرتها كمحترفة سنة 1993، اعتزلت اللعب في 2004. أعلى تصنيف لها في الفردي كان 94. أعلى تصنيف لها في الزوجي كان 69.

## روابط خارجية
- إيفا مارتينكوفا على موقع رابطة محترفات التنس (الإنجليزية)
- إيفا مارتينكوفا على موقع الاتحاد الدولي لكرة المضرب (الإنجليزية)
- إيفا مارتينكوفا على موقع كأس بيلي جين كينغ (الإنجليزية)
- إيفا مارتينكوفا على موقع خلاصة التنس.كوم (الإنجليزية)